# بروس فيليبس
بروس فيليبس (بالإنجليزية: Bruce Phillips)‏ هو لاعب كرة قدم أسترالية أسترالي، ولد في 2 مايو 1929، وتوفي في 18 أكتوبر 2014.

## وصلات خارجية
- بروس فيليبس على موقع AustralianFootball.com (الإنجليزية)
- بروس فيليبس على موقع AFLtables.com (الإنجليزية)